# Аг Аполони
Аг Аполони (алб. Ag Apolloni; Качаник, 13. јун 1982) албански је романописац, песник, драматург и есејиста са Косова и Метохије. Ради као професор на Универзитету у Приштини. Његова књижевна дела одликују се драматичном димензијом, филозофским третманом и критичким односом према историји, политици и друштву.

## Биографија
Рођен је 13. јуна 1983. године у Качанику, у тадашњој Социјалистичкој Републици Србији. Основну школу и гимназију завршио је у родном месту. Затим је 2005. године завршио студије драматургије и књижевности на Универзитету у Приштини. Због финансијских потешкоћа, престао је да студира филозофију 2006. године и већину две године провео је у приштинској болници бринући се о свом болесном оцу, који је преминуо 2007. године. Године 2008. преузима звање магистра филолошких наука, а 2012. године добија звање доктора филолошких наука. Од 2008. године ради као професор на Универзитету у Приштини.